# X-pired
X-pired es un videojuego de acción y rompecabezas escrito en el lenguaje de programación C, usando las bibliotecas SDL, SDL mixer, SDL image y SDL gfx. Se distribuye bajo los términos de la Licencia Pública General GNU, su código fuente se encuentra disponible, así como también binarios compilados para distintas plataformas; GNU/Linux, Windows y Mac entre otras. Incluye una banda sonora, sonidos de efectos especiales, voces habladas y diálogos en texto. Se presenta por defecto en modo ventana, pero puede ser lanzado en modo de pantalla completa. Se interacciona mediante teclado o joystick.

## Objetivo
El objetivo del juego consiste en alcanzar la salida en cada nivel, evitando barriles explosivos, suelos congelados resbaladizos, explosiones y todo tipo de obstáculos mortales. Cuando un nivel es completado, el juego proporciona una clave de acceso para volverlo a jugar, sin necesidad de avanzar a través de los niveles anteriores.